# Firkløft-slægten
Firkløft-slægten (Cotula) er en slægt af planter, der består af omkring 62 arter, hvoraf en enkelt findes vildtvoksende i Danmark. 

## Arter
Den danske art i slægten:
- Firkløft (Cotula coronopifolia)